# Danh sách thuật ngữ đại dịch COVID-19
Danh sách thuật ngữ đại dịch COVID-19 là danh sách định nghĩa các thuật ngữ liên quan đến đại dịch COVID-19. Đại dịch đã tạo và phổ biến hóa nhiều thuật ngữ lên quan đến bệnh và họp trực tuyến.